# شباب الفتح البيضاوي
شَبابُ الفَتْحِ البَيْضاوِيّ هو نادٍ مغربيٌّ لكرةِ القدمِ من مدينةِ الدارِ البيضاء أُسِّسَ في عامِ 1979 مـ.